# Ambilobe
Ambilobe är en stad och kommun i regionen Diana i den norra delen av Madagaskar. Kommunen hade 62 346 invånare vid folkräkningen 2018, på en yta av 130,77 km². Den ligger vid floden Mahavavy, cirka 655 kilometer norr om Antananarivo.